# Žan Rogelj
Žan Rogelj (* 25. November 1999) ist ein slowenischer Fußballspieler.

## Karriere

### Verein
Rogelj begann seine Karriere beim NK Triglav Kranj. Im Mai 2017 stand er gegen den NK Brežice 1919 erstmals im Profikader von Kranj. Sein Debüt für die Profis in der 1. SNL gab er im August 2018, als er am dritten Spieltag der Saison 2018/19 gegen den ND Gorica in der 89. Minute für Tom Žurga eingewechselt wurde. In der Saison 2018/19 kam er insgesamt zu 22 Einsätzen in der 1. SNL. Im Juli 2020 erzielte er bei einem 2:2-Remis gegen den NK Celje sein erstes Tor in der höchsten slowenischen Spielklasse. In der Saison 2019/20 absolvierte er 28 Erstligaspiele. Nachdem er mit Kranj in der Abstiegsrelegation allerdings Gorica unterlag, musste der Verein zu Saisonende in die 2. SNL absteigen.
Nach zwei Zweitligaeinsätzen für Kranj wechselte Rogelj im August 2020 zum österreichischen Bundesligisten WSG Tirol. Für die WSG kam er insgesamt zu 87 Einsätzen in der Bundesliga, in denen er siebenmal traf. Nach drei Spielzeiten bei der WSG wechselte er zur Saison 2023/24 nach Belgien zu Sporting Charleroi, wo er einen bis Juni 2027 laufenden Vertrag erhielt. In seiner ersten Saison bestritt er dort 29 von 36 möglichen Ligaspielen sowie zwei Pokalspiele, in denen er ein Tor schoss. In der nächsten Saison waren es 26 von 41 möglichen Ligaspielen mit zwei geschossenen Toren und ein Pokalspiel.

### Nationalmannschaft
Rogelj spielte im April 2015 erstmals für die slowenische U-17-Auswahl, für die er bis Januar 2016 zu neun Einsätzen kam. Zwischen August 2016 und Juni 2017 spielte er ebenfalls neun Mal für die U-18-Mannschaft. Von August bis Oktober 2017 kam er zu sieben Einsätzen im U-19-Team.
Im März 2019 debütierte er gegen Georgien für die U-21-Auswahl. Mit dem U-21-Team nahm er 2021 an der Heim-EM teil und kam während des Turniers zu zwei Einsätzen. Mit den Slowenen schied er allerdings als Letzter der Gruppe B bereits in der Vorrunde aus. Im Juni 2021 debütierte Rogelj in einem Testspiel gegen Gibraltar für die A-Nationalmannschaft.